# Čin Čong-o
Čin Čong-o (korejsky 진 종오 , anglický přepis: Jin Jong-oh; * 24. září 1979 Soul) je jihokorejský sportovní střelec. Je trojnásobným olympijským vítězem. Na Letních olympijských hrách 2008 v Pekingu získal zlatou medaili ve střelbě na 50 metrů z pistole. O čtyři roky později na olympiádě v Londýně v této disciplíně prvenství obhájil a přidal ještě zlato na 10 metrů ze vzduchové pistole.